# Língua paama
Paamês, ou paama, é a língua da ilha de Paama (ilha) no norte de Vanuatu. Não há um termo indígena para denominar o idioma, porém, os lingüistas adotaram a palavra Paamês para isso. O linguísta Terry Crowley produziu uma gramática e um dicionário para língua.

## Escrita
Como ocorre com todas as línguas das Américas, o Aguateco usa na sua escrita o alfabeto latino ensinado por missionários.
São 5 vogais simples e com barra superior (indicando som curto)
Os sons consoantes são 16: B, D, G, H, K, L, M, N, Ng, P, R, S, T, V, W, Y.